# USS (префикс)
USS (или U.S.S.) (англ. United States Ship, «корабль Соединённых Штатов») — принятый в ВМС США префикс в обозначениях кораблей, которые прошли официальную процедуру ввода в строй, называемую в англоязычных странах commissioning. До официального ввода в строй корабль имеет префикс PCU (англ. Pre-commissioning Unit, «единица до ввода в эксплуатацию»).
После исключения из состава флота корабль не имеет префикса в обозначении.
Обозначения кораблей и судов в составе ВМС США состоят из:
- префикса (USS);
- названия (если есть);
- бортового номера.

Например, USS Nimitz (CVN-68) — находящийся в составе флота (USS) атомный авианосец Nimitz, бортовой номер CVN-68.
В ранний период истории американского флота не существовало стандартного префикса для корабля ВМС США, только в 1907 году президент Теодор Рузвельт подписал приказ 549 от 8 января, в котором предписывалось название корабля ВМС США предварять словами «United States Ship», либо аббревиатурой «U.S.S.» и никак иначе.
Действующий с 1990 года Устав англ. Navy Regulations предписывает:
1. Ответственность за обозначение и классификацию кораблей и судов, а также, в административных целях, плавучих средств,… несёт начальник штаба ВМС США…
2. Находящиеся в активном составе корабли и суда (англ. commissioned ships) обозначаются как United States Ship или U.S.S.;
3. Укомплектованные гражданским экипажем суда Командования морских перевозок или других командований, имеющие статус «на активной службе» (англ. active status, in service),[3] называются  United States Naval Ship или U.S.N.S.;
4. Кораблям и судам, имеющим статус «на активной службе», но не попадающим в пункт 3, присваивается название (если таковое имеется), классификация и бортовой номер (например, High Point PCH-1 или YOGN-8).

— United States Navy Regulations, 1990, Article 0406.